# Kronika wielce szczęśliwego króla Dom Manuela

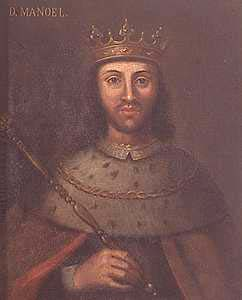
Manuel I Szczęśliwy, Król Portugalii, Algarve i innych ziem za morzem w Afryce

Kronika wielce szczęśliwego króla Dom Manuela (Crónica do felicissimo Rei Dom Manuel) – dzieło historiograficzne szesnastowiecznego portugalskiego humanisty Damião de Góis, powstała w latach 1566-1567. Dzieło opowiada o czasach panowania Manuela I Szczęśliwego z dynastii Avizów. Kronikę przełożyła na język polski Janina Z. Klave.